# Тимохарис (лунный кратер)
Кратер Тимохарис (лат. Timocharis) — крупный молодой ударный кратер в юго-восточной части Моря Дождей на видимой стороне Луны. Название присвоено в честь древнегреческого астронома Тимохариса (конец IV — начало III в. до н. э.) и утверждено Международным астрономическим союзом в 1935 г. Образование кратера относится к эратосфенскому периоду.

## Описание кратера

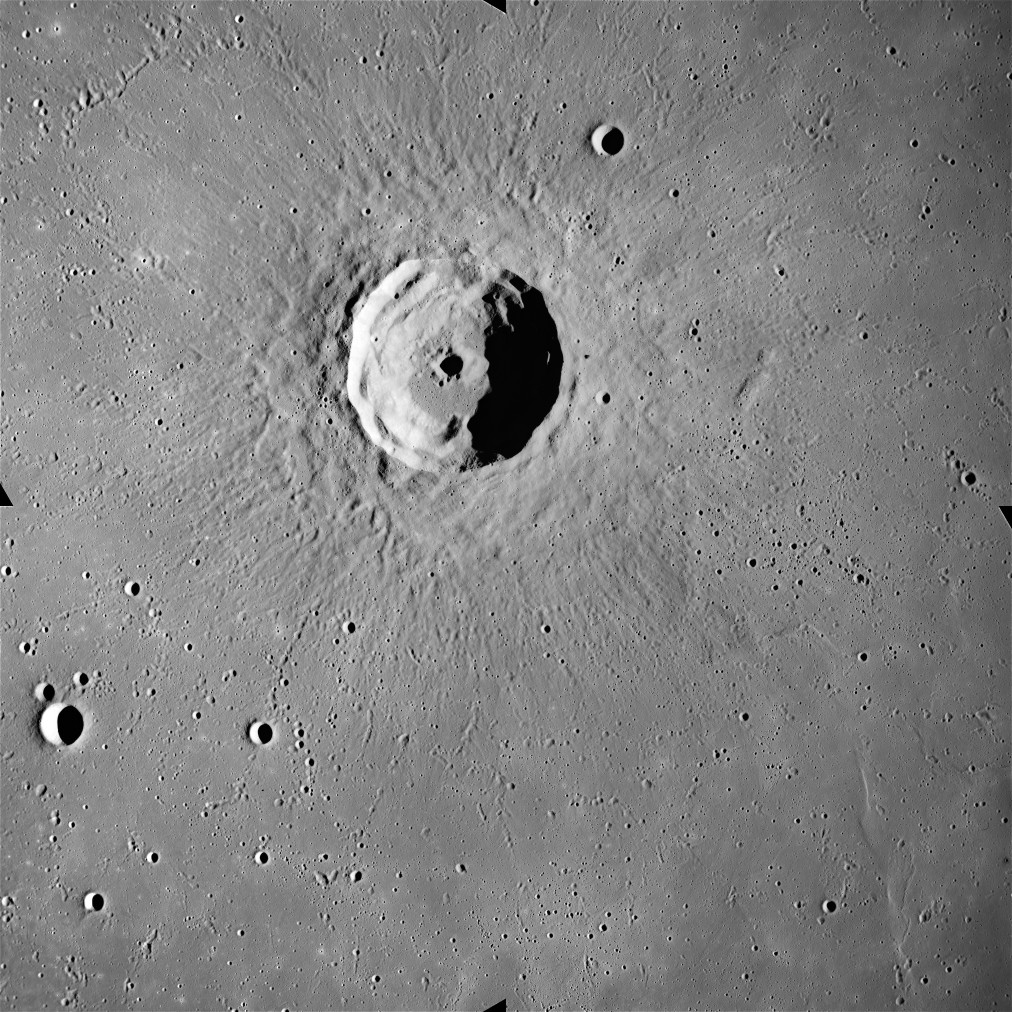
Кратер Тимохарис. Фотография с борта Аполлона-15.

Ближайшими соседями кратера Тимохарис являются кратер Сэмпсон на северо-западе; кратер Ландштейнер на севере-северо-западе; кратеры Фейе и Бэр на востоке; кратер Пупин на юго-востоке и кратер Хейнрих на юго-западе. На западе-северо-западе от кратера находится гряда Хигази; на севере – цепочка кратеров Тимохариса и, далее, гряда Гребау; на востоке горы Архимед; на юго-востоке горы Апеннины. Селенографические координаты центра кратера 26°43′ с. ш. 13°06′ в. д. / 26,72° с. ш. 13,1° в. д., диаметр 34,1 км, глубина 3000 м.
Кратер имеет полигональную форму и практически не разрушен. Вал с четко очерченной острой кромкой и массивным внешним склоном шириной свыше 20 км. Внутренний склон вала несколько неравномерный по ширине, с ярко выраженной террасовидной структурой. Северо-западная часть внутреннего склона отмечена небольшим чашеобразным сателлитным кратером Тимохарис B. Высота вала над окружающей местностью достигает 1540 м, объем кратера составляет приблизительно 12400 км³. Дно чаши сравнительно ровное, в центре чаши расположен небольшой кратер находящийся на возвышенности, по всей вероятности данный кратер уничтожил характерный центральный пик.
Кратер Тимохарис включен в список кратеров с яркой системой лучей Ассоциации лунной и планетарной астрономии (ALPO) и в список кратеров с темными радиальными полосами на внутреннем склоне Ассоциации лунной и планетарной астрономии (ALPO).

## Кратковременные лунные явления
В кратере Тимохарис наблюдались кратковременные лунные явления (КЛЯ) в виде красноватого сияния (сообщено в 1954 г.).

## Сателлитные кратеры
| Тимохарис | Координаты                                            | Диаметр, км |
| --------- | ----------------------------------------------------- | ----------- |
| B         | 27°53′ с. ш. 12°11′ з. д. / 27,88° с. ш. 12,18° з. д. | 5,1         |
| C         | 24°49′ с. ш. 14°13′ з. д. / 24,81° с. ш. 14,21° з. д. | 3,4         |
| D         | 23°54′ с. ш. 15°11′ з. д. / 23,9° с. ш. 15,19° з. д.  | 3,1         |
| E         | 24°38′ с. ш. 17°08′ з. д. / 24,64° с. ш. 17,14° з. д. | 3,8         |
| H         | 23°39′ с. ш. 16°37′ з. д. / 23,65° с. ш. 16,62° з. д. | 2,2         |

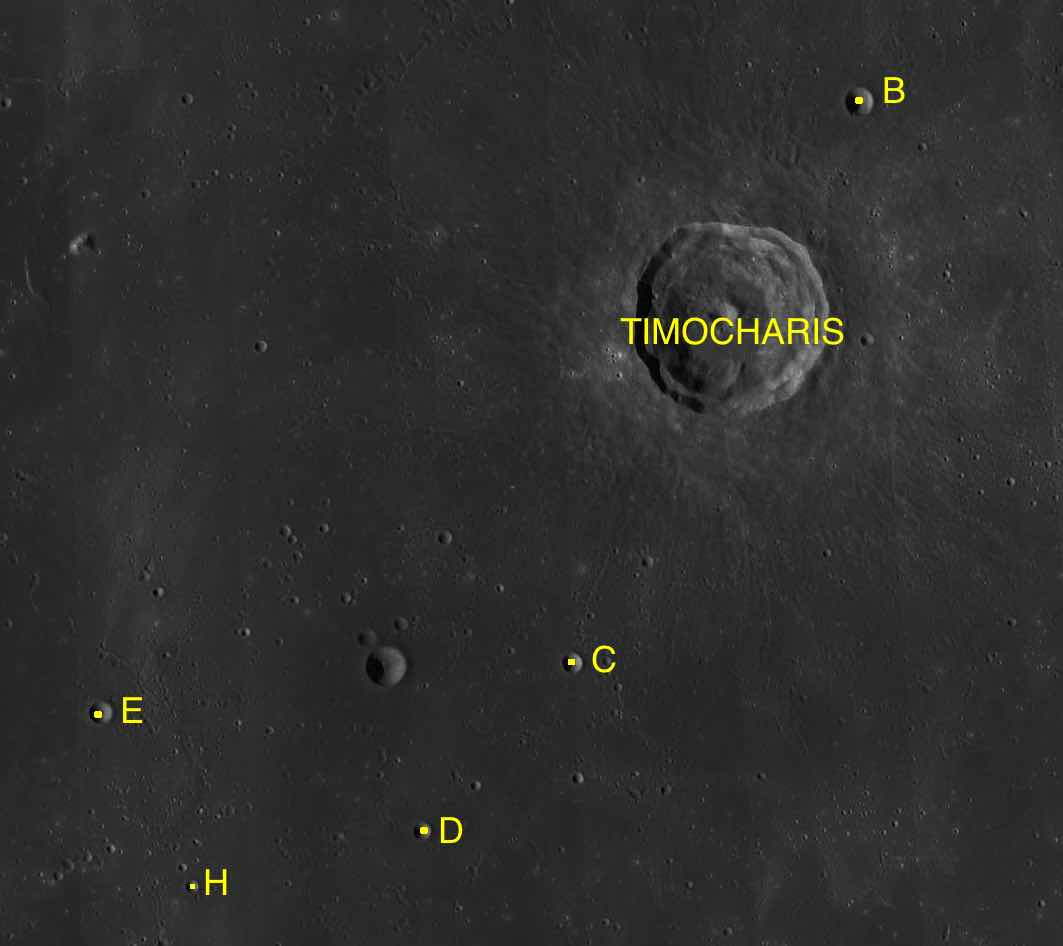
Фрагмент карты LAC-40.

- В сателлитных кратерах Тимохарис C, D и H зарегистрированы температурные аномалии во время затмений. Объясняется это тем, что подобные кратеры имеют небольшой возраст и скалы не успели покрыться реголитом, оказывающим термоизолирующее действие.
- Сателлитный кратер Тимохарис A в 1979 г. переименован Международным астрономическим союзом в кратер Хейнрих.
- Сателлитный кратер Тимохарис F в 1976 г. переименован Международным астрономическим союзом в кратер Ландштейнер.
- Сателлитный кратер Тимохарис K в 1976 г. переименован Международным астрономическим союзом в кратер Пупин.

## См.также
- Список кратеров на Луне
- Лунный кратер
- Морфологический каталог кратеров Луны
- Планетная номенклатура
- Селенография
- Минералогия Луны
- Геология Луны
- Поздняя тяжёлая бомбардировка